# Denkbilder
Denkbilder ist eine Zeitschrift für Germanistik, die vom Deutschen Seminar an der Universität Zürich herausgeben wird. Sie besteht aus literarischen Textbeiträgen und behandelt in jeder Ausgabe ein eigenes Thema. Die Zeitschrift erscheint zweimal jährlich in einer Auflage von 500 Exemplaren. Im Sommer 2022 erschien die 50. Ausgabe mit dem Thema "Überfluss".